# TripleS Evolution
Evolution (zapis stylizowany: EVOLution; hangul: 에볼루션; skrót: EVOL) – czwarta podgrupa południowokoreańskiego girlsbandu TripleS, składająca się z ośmiu członkiń: Jiwoo, Chaeyeon, Yooyeon, Soomin, Nakyoung, Kotone, Yeonji i Mayu. Podgrupa zadebiutowała 11 października 2023 roku minialbumem ⟡ (wym. „Mujuk”).

## Historia

### Przed debiutem
Przed dołączeniem do Modhaus Jiwoo, Chaeyeon, Yooyeon, Soomin, Nakyoung i Kotone były już zaangażowane w przemysł rozrywkowy. Nakyoung była stażystką w P Nation. Jiwoo była stażystką w SM Entertainment, JYP Entertainment, YG Entertainment i FNC Entertainment. Soomin była na przesłuchaniu w P Nation i Jellyfish Entertainment.
Chaeyeon jest byłą członkinią Busters i CutieL, a także aktorką i prowadzącą programy telewizyjne dla dzieci takie jak Cooking Class, Tok!Tok! Boni Hani i Quiz Monster. Nakyoung jest młodszą siostrą piosenkarki Bibi, można było ją zobaczyć w finałowym odcinku programu SBS The Fan.
Jiwoo i Yooyeon były uczestniczkami programu survivalowego MBC, My Teenage Girl. Jiwoo zadebiutowała jako aktorka w serialu internetowym I:LOVE:DM, a także była główną bohaterką w zwiastunach programu My Teenage Girl. Jiwoo została wyeliminowana w szóstej rundzie, zajmując 18. miejsce. Kotone była uczestniczkami programu survivalowego Mnet, Girls Planet 999. Kotone została wyemliminowana w 11. odcinku.

### 2022-2023: Ujawnianie członkiń i debiut z⟡
Pierwsze pięć członkiń było ujawniane co dwa tygodnie od maja do września 2022 roku (w kolejności), Jiwoo, Chaeyeon, Yooyeon, Soomin i Nakyoung, obok innych trzech członkiń. 
Dwie kolejne członkinie ujawniano od stycznia 2023 roku (w kolejności), Kotone, Yeonji, obok innej członkini.
19 lipca dołączyła do niej Mayu została ogłoszona kolejną członkinią TripleS.
11 października podgrupa zadebiutowała wydając minialbum ⟡ (wym. „Mujuk”), wraz z jego głównym singlem „Invincible”.

## Członkinie
| Pseudonim   | Pseudonim | Prawdziwe imię                     | Data urodzenia       | Miejsce urodzenia | Narodowość       | Reprezentatywny kolor |
| Latynizacja | Hangul    | Prawdziwe imię                     | Data urodzenia       | Miejsce urodzenia | Narodowość       | Reprezentatywny kolor |
| ----------- | --------- | ---------------------------------- | -------------------- | ----------------- | ---------------- | --------------------- |
| Jiwoo       | 지우      | Lee Jiwoo (kor. 이지우)            | 24 października 2005 | Seul              | Korea Południowa |                       |
| Chaeyeon    | 채연      | Kim Chaeyeon (kor. 김채연)         | 4 grudnia 2004       | Seul              | Korea Południowa |                       |
| Yooyeon     | 유연      | Kim Yooyeon (kor. 김유연)          | 9 lutego 2001        | Seul              | Korea Południowa |                       |
| Soomin      | 수민      | Kim Soomin (kor. 김수민)           | 3 października 2007  | Daegu             | Korea Południowa |                       |
| Nakyoung    | 나경      | Kim Nakyoung (kor. 김나경)         | 13 października 2002 | Ulsan             | Korea Południowa |                       |
| Kotone      | 코토네    | Kamimoto Kotone (jap. 嘉味元 琴音) | 10 marca 2004        | Tokio             | Japonia          |                       |
| Yeonji      | 연지      | Kwak Yeonji (kor. 곽연지)          | 8 stycznia 2008      | Seul              | Korea Południowa |                       |
| Mayu        | 마유      | Koma Mayu (jap. 高麗 真友)         | 12 maja 2002         | Gunma             | Japonia          |                       |

## Dyskografia

### Minialbumy
| Rok | Dane dot. utworu | Najwyższa pozycja | Sprzedaż       |
| Rok | Dane dot. utworu | KOR               | Sprzedaż       |
| --- | --- | ----------------- | -------------- |
| 2023 | ⟡ - Wydany: 11 października 2023 - Wytwórnia: Modhaus, Kakao Entertainment - Format: CD, QR, digital download, streaming \| Lista utworów \| \| -------------------------------------------------------------------------------------------------------------------------------------------- \| \| 1. „Invincible” 2. „Rhodanthe” 3. „Heavy Metal Wings” 4. „37.5 Celsius” (미열 37.5) 5. „Moto Princess” 6. „Oui” 7. „Enhanced Flower” (Jiwoo) \| | 12                | - KOR: 29 078+ |
| Lista utworów | |                   |                |
| 1. „Invincible” 2. „Rhodanthe” 3. „Heavy Metal Wings” 4. „37.5 Celsius” (미열 37.5) 5. „Moto Princess” 6. „Oui” 7. „Enhanced Flower” (Jiwoo) | |                   |                |

#### Single
| Rok  | Tytuł        | Album |
| ---- | ------------ | ----- |
| 2023 | „Invincible” | ⟡     |